# José Nora
José Nora Barnay (Badalona, Barcelona, 10 de agosto de 1940 - Tiana, Barcelona, 8 de junio de 1993), fue un baloncestista español. 

## Trayectoria
Nacido en Badalona en el año 1940, ingresa en la UE Montgat con 12 años. Ya en el primer equipo, asciende a primera división en el año 1958 y al año siguiente ficha por el Picadero Jockey Club, equipo en el que se retiró con 30 años. Fue internacional por España durante 4 años, jugando el Eurobasket de 1961 y los Juegos Olímpicos de Roma del año 1960.

## Internacionalidades
Fue internacional con España en 31 ocasiones participando en los siguientes eventos:
- Eurobasket 1961: 13 posición.
- Juegos Olímpicos 1960: 14 posición.